# 장문초등학교
장문초등학교는 대한민국 경상남도 통영시 용남면 장문로 179 (장문리)에 있었던 초등학교이다.

## 연혁
- 1969년 10월 6일 설립인가
- 1970년 3월 5일 용남국민학교 장문분교로 개교
- 1975년 3월 1일 장문국민학교로 개칭
- 1981년 3월 5일 병설유치원 개원
- 1996년 3월 1일 장문초등학교로 개칭
- 1999년 9월 1일 원평초등학교로 통폐합